# PFK Botev Plovdiv
PFK Botev (bugarski: Професионален Футболен Клуб „Ботев“) je nogometni klub iz Plovdiva, grada na jugu Bugarske. Osnovan je 11. ožujka 1912. godine, a natječe se u Prvoj bugarskoj ligi te je najstariji aktivni bugarski nogometni klub. Ime je dobio po bugarskom narodnom heroju i revolucionaru, Hristi Botevu. Tokom svoje povijesti osvojio je dva prvenstva, četiri kupa te jedan superkup.

## Uspjesi
- Bugarska prva nogometna liga (2): 1929., 1966./67.

- Nogometni kup Bugarske (4): 1961./62., 1980./81., 2016./17., 2023./24.

- Superkup Bugarske (1): 2017.

## Vanjske poveznice
- Službene stranice